# Ingeborg Elzevier
Ingeborg Elzevier (Amsterdam, 20 februari 1936 – aldaar, 14 augustus 2025) was een Nederlandse actrice. Ze speelde decennia lang in het theater, in bekende televisieseries en films. In 2019 nam ze deels afscheid van het vak. 

## Loopbaan
Elzevier volgde het Lyceum in Amsterdam. Al vrij snel wilde ze naar de Toneelschool. Na haar examen ging ze daarom naar de Amsterdamse Toneelschool en woonde op kamers aan de Kloveniersburgwal.
In 1958 deed ze eindexamen samen met Femke Boersma, Willy van Selst en Louis Bongers. De examencommissie bekroonde haar eindexamen met de Top-Naeffprijs (een geldbedrag van 325 gulden).
Het eindexamenprogramma (Intimiteiten van Noel Coward) werd ook speciaal voor televisie opgenomen. “Erg interessant, maar ook erg moeilijk. Voor de televisiecamera moet je het anders spelen dan op het toneel en bovendien had regisseur Van Hemert heel andere opvattingen,” zei de pas afgestudeerde Elzevier tegen De Telegraaf.
Na haar afstuderen kreeg Elzevier meteen een aanstelling bij toneelgroep Theater in Arnhem. Ze maakte haar debuut in Orpheus daalt af van Tennessee Williams met de rol van Dolly Hamma. In de decennia daarna speelde ze bij theatergezelschappen als Toneelgroep Centrum, de Haagse Comedie en Toneelgroep Amsterdam (ITA-Ensemble).
In 2018 vierde ze haar 60-jarig podiumjubileum. Speciaal voor haar werd de tragikomedie ‘’Genoeg nu over jou!’’ geschreven door Magne van den Berg. Ze speelde het stuk samen met Peter Tuinman en Annick Boer. In Trouw zegt Elzevier: "Het kriebelt nog altijd." In het interview wordt gesteld dat ze de gave heeft om onbedoeld komisch te zijn. Elzevier daarover: “Dat er om me gelachen werd als ik zomaar iets zei, daar heb ik me vaak voor gegeneerd. Ik heb het altijd gehad, al toen ik klein was. Doe ik iets raars?, dacht ik dan. Het is aangeboren kennelijk en, nee, ik heb het niet gecultiveerd."
In hetzelfde interview (2018) vertelt Elzevier dat ze er nog niet aan denkt om te stoppen en het reizen "vind ik zelfs wel plezierig". Toch geeft ze een jaar later te kennen dat ze alleen nog in kleine producties wil acteren. Niet meer het hele land doorreizen. Weer later, 2021, komt ze daar toch weer deels op terug: “In het begin dacht ik nog: lekker even niks doen. Toen dacht ik: het wordt wel een beetje saai. Het wordt zo'n ander leven, je hele leven is op acteren ingesteld.”

## Televisie en film
Naast alle rollen in theaterproducties, was Elzevier veelvuldig op televisie te zien. In 1974 in De stille kracht en in 1991 in In voor- en tegenspoed. Ze speelde Dora Schuit, de vrouw van Fred Schuit (Rijk de Gooyer). Gastrollen had ze onder meer in Baantjer, Medisch Centrum West, S1NGLE en Bergen Binnen (2003–2004). Sinds 2005 was ze soms te zien in de komedieserie Kinderen geen bezwaar. Later kreeg ze daarin een vaste rol. 
Ze speelde verder in de films Madelief, krassen in het tafelblad (1998), De jurk (1996), Grimm (2003) en Rocco & Sjuul (2023).

## Onderscheidingen
- 1958 Top Naeffprijs. Prijs van de examencommissie van de Amsterdamse Toneelschool voor bijzondere verdienste. Bij de prijs hoorde een geldbedrag van 325 gulden.
- 1993 Gouden Hart
- 1997 Gouden Gids Publieksprijs. Voor haar hoofdrol in  Amanda, een monoloog van 1,5 uur van de Vlaamse auteur Walter van den Broeck. Bij de prijs hoorde een geldbedrag van 100.000 gulden.[6]
- 2012 Blijvend Applaus Prijs voor haar ´toegewijde en zuivere toneelspel´.[4]

## Privé
Elzevier groeide op in Amsterdam en ging daar ook naar (de toneel)school. In 1963 trouwde ze met acteur Lou Steenbergen. Het paar kreeg een zoon. Later is ze van hem gescheiden. Elzevier trouwde en scheidde drie keer in haar leven.
Elzevier overleed na een kort ziekbed in haar woonplaats Amsterdam.

## Galerij

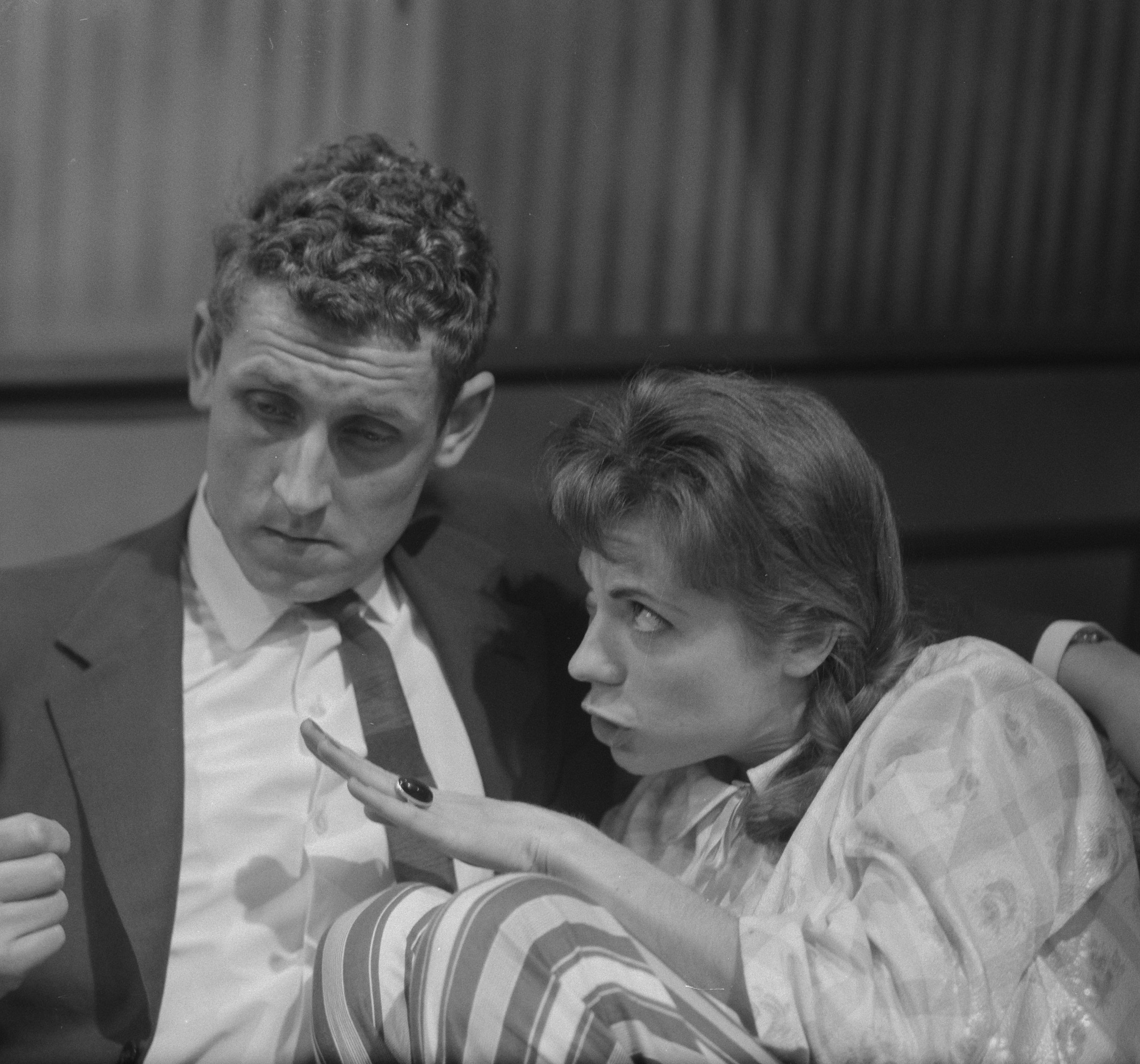
Met John Lanting in Nooit gedacht (1961)
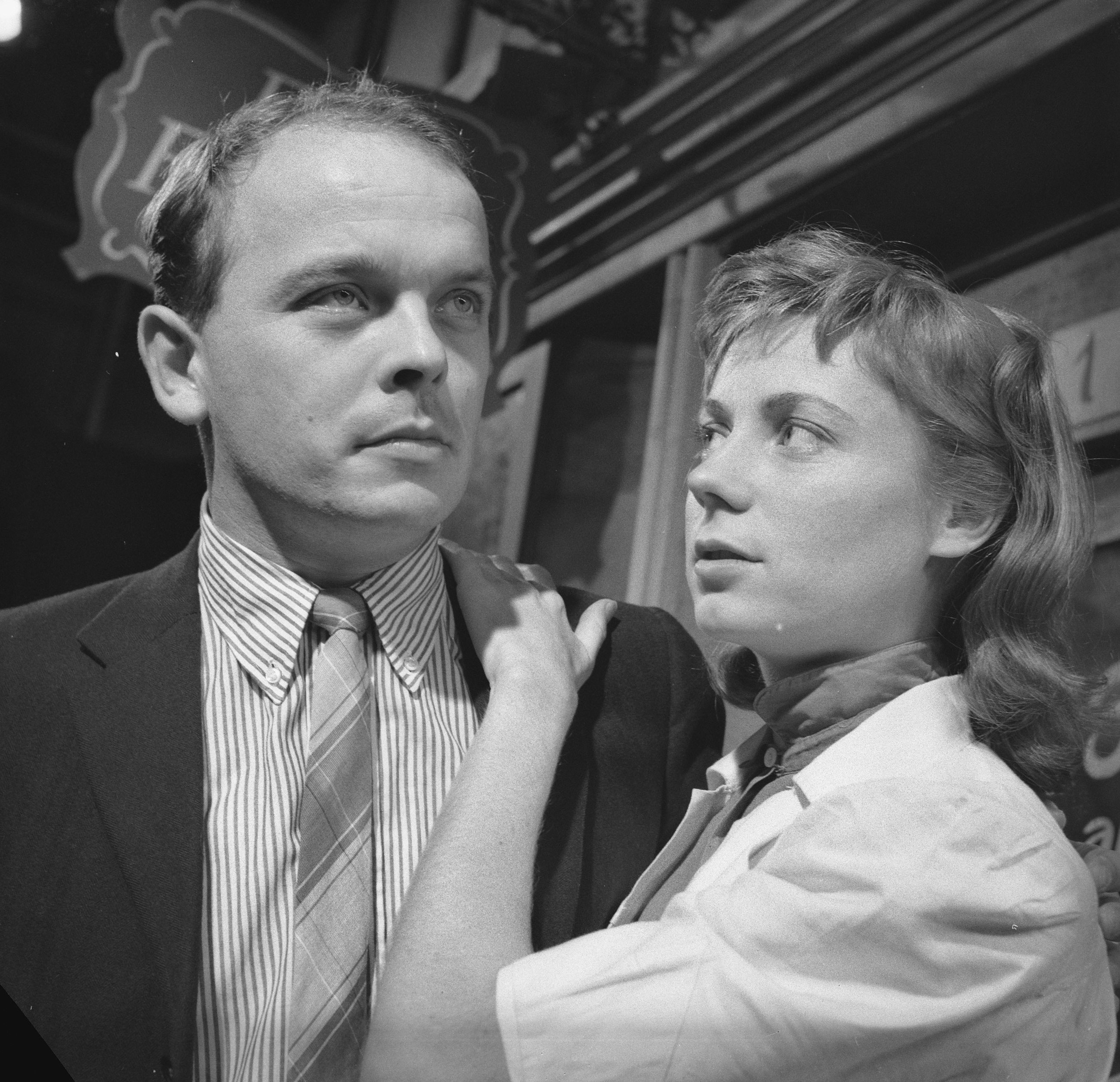
Met Piet Kamerman in De ooggetuige (1961)
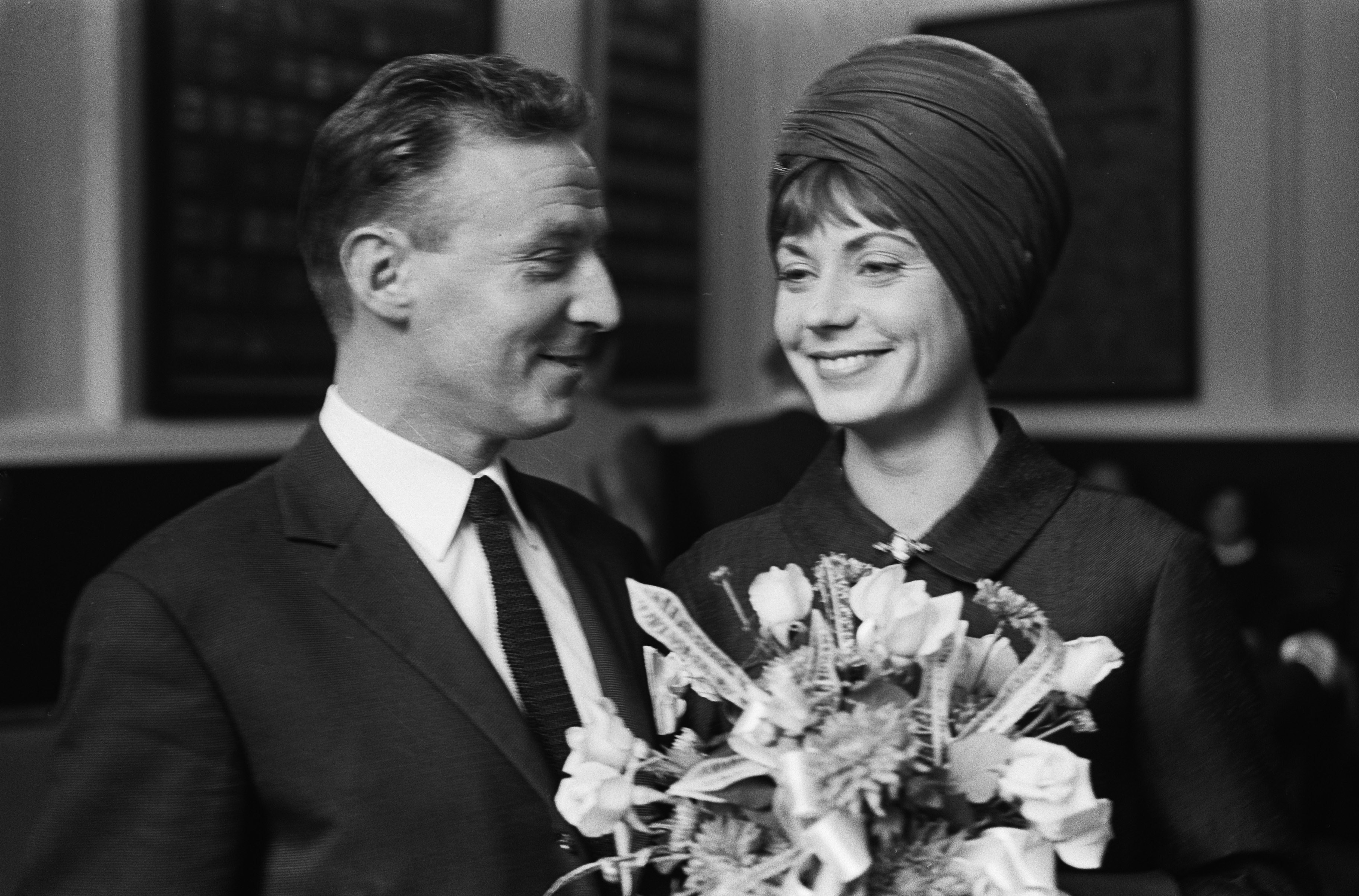
Met Lou Steenbergen in het huwelijksbootje (1963)